# إبراهيم دوندو شيفو
إبراهيم دوندو شيفو هو مقاتل نيجيري، وأحد كبار زعماء شعب الفولاني، وأحد قادة تنظيم الدولة الإسلامية في الصحراء الكبرى. 

## سيرته
يُعتقد أن شيفو وقائد ومُنفذ كمين تونغو تونغو الذي نصبه مسلحو تنظيم الدولة الإسلامية في الصحراء الكبرى للجنود النيجيريين والأمريكيين خارج قرية تونغو تونغو، النيجر في 4 أكتوبر 2017. وقُتِل خلاله خمسة جنود نيجيريين وأربعة جنود أمريكيين على الأقل.
دوندو شيفو هو راعي فولاني سابقًا في منطقة الحدود بين النيجر ومالي، وحمل السلاح في البداية لمحاربة لصوص ماشية الطوارق. ووفقًا لصحيفة نيويورك تايمز كانت القوات الأمريكية تحاول تحديد مكان شيفو في أكتوبر 2017 عندما هاجمهم ما لا يقل عن خمسين من المسلحين بالقرب من قرية تونغو تونغو في جنوب غرب النيجر.